# Esino
Esino (starożytna łacińska Aesis) – jedna z rzek Marchii Ankońskiej we Włoszech, długości ok. 85 km.